# لیندن ایر کارگو
لیندن ایر کارگو (به انگلیسی: Lynden Air Cargo) یک شرکت هواپیمایی با کد یاتا L2 است که در تاریخ ۱۹۹۵ میلادی تأسیس شده است.
دفتر مرکزی لیندن ایر کارگو در انکوریج، آلاسکا، ایالات متحده آمریکا واقع شده‌است و قطب این شرکت هواپیمایی در فرودگاه بین‌المللی تد استیونز انکوریج قرار دارد.